# Richard Howitt
Richard Howitt (Reading, 5 aprile 1961) è un politico britannico del Partito Laburista.

## Biografia
Ha conseguito una laurea in scienze politiche presso la Lady Margaret Hall, Università di Oxford nel 1982 e successivamente ha completato un corso post laurea in gestione presso l'Università dell'Hertfordshire. Dal 1986 al 1994 è stato dipendente di organizzazioni sociali. Negli anni 1983-1995 è stato membro nel consiglio di Harlow per tre anni come presidente. Nel 1987 si è candidato alla Camera dei comuni per conto del Partito Laburista.
Nel 1994, per la prima volta, è stato eletto membro del Parlamento europeo dalla Lista Laburista. Si è candidato con successo per la rielezione alle successive elezioni europee (nel 1999, 2004 e 2009). È stato, tra l'altro, vicepresidente della commissione per la politica regionale. Nella VII legislatura è entrato a far parte del Gruppo dell'Alleanza Progressista dei Socialisti e dei Democratici ed è stato anche membro della commissione affari esteri, della sottocommissione per i diritti Umani e della sottocommissione sicurezza e difesa. Nel 2014 è stato rieletto per il quinto mandato consecutivo.
Nel 2016 ha rassegnato le dimissioni dal mandato di europarlamentare in relazione alla nomina a direttore generale dell'International Integrated Reporting Council, un'organizzazione che opera nel settore finanziario.